# Mũi nhô

Mũi nhô trong tương quan so sánh với các địa hình ven biển khác

Mũi nhô hay mũi cát nhô là một dạng địa mạo bồi tụ thường có mặt tại các đường bờ biển. Đây là một dạng đê cát hay bãi biển hình thành dưới tác động của các dòng chảy dọc bờ tại các khu vực đường bờ lõm vào hướng đất liền.

## Hình thành
Dòng chảy dọc bờ hình thành khi sóng biển tiếp xúc bờ biển dưới một góc nghiêng, và rồi dòng nước lại chảy ngược ra khỏi bờ theo phương vuông góc. Những điều này khiến trầm tích được vận chuyển dọc bờ biển theo hình zigzac. Tại những nơi mà đường bờ biển "đổi hướng", tức là lõm vào đất liền (như tại mũi đất của vịnh nhỏ), thì các dòng chảy dọc bờ sẽ bị xua tan. Khi này đa phần số trầm tích của dòng chảy sẽ bồi tụ tại chỗ và tạo nên một đê cát ngầm. Đến lượt mình, đê cát ngầm này cho phép dòng chảy dọc bờ tiếp tục vận chuyển trầm tích đến theo hướng sóng vỡ, giúp đê cát ngày một phát triển và đến một lúc nào đó sẽ nổi lên khỏi mặt nước. Cần chú ý là tiến trình bổ sung trầm tích của các dòng chảy dọc bờ đóng vai trò điều kiện cần để đê cát có thể nổi khỏi mặt biển, và trầm tích hình thành nên mũi nhô có nguồn gốc rất đa dạng.

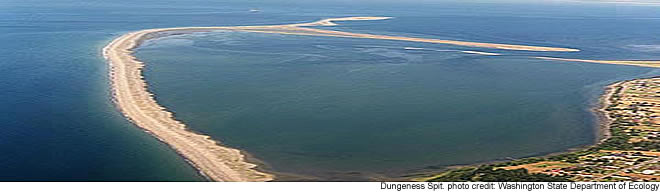
Mũi nhô Dungeness ở eo biển Juan de Fuca, tiểu bang Washington, Mỹ.

Đê cát hình thành khi dòng chảy dọc bờ tiếp xúc với phần mũi đất có độ ngoặt trên 30°. Mũi cát sẽ tiếp tục nhô ra biển cho đến khi áp lực nước (ví dụ từ sông) trở nên quá lớn khiến cát không thể bồi tụ được nữa. Từ khi này, mũi nhô dần dần trở nên ổn định và thường thì sinh vật sẽ phát triển trên đó. Có thể xem mũi nhô là một dạng bãi cạn đặc biệt. Khi mũi nhô phát triển, vùng nước ở phía sau được che chắn khỏi sóng và gió, dẫn đến sự ra đời của một đồng lầy mặn.
Hiện tượng khúc xạ sóng có thể diễn ra tại đầu mút của mũi nhô, khiến trầm tích di chuyển và tạo nên hình dạng móc câu cho mũi nhô. Khúc xạ sóng diễn ra theo nhiều hướng khác nhau sẽ dẫn đến sự hình thành nên mũi nhô có hình dạng phức tạp. Các cơn sóng tiếp cận mũi nhô không theo phương nghiêng như trên đã đề cập có thể trì hoãn sự hình thành mũi nhô, phá hủy một phần hoặc thậm chí là toàn bộ mũi nhô.

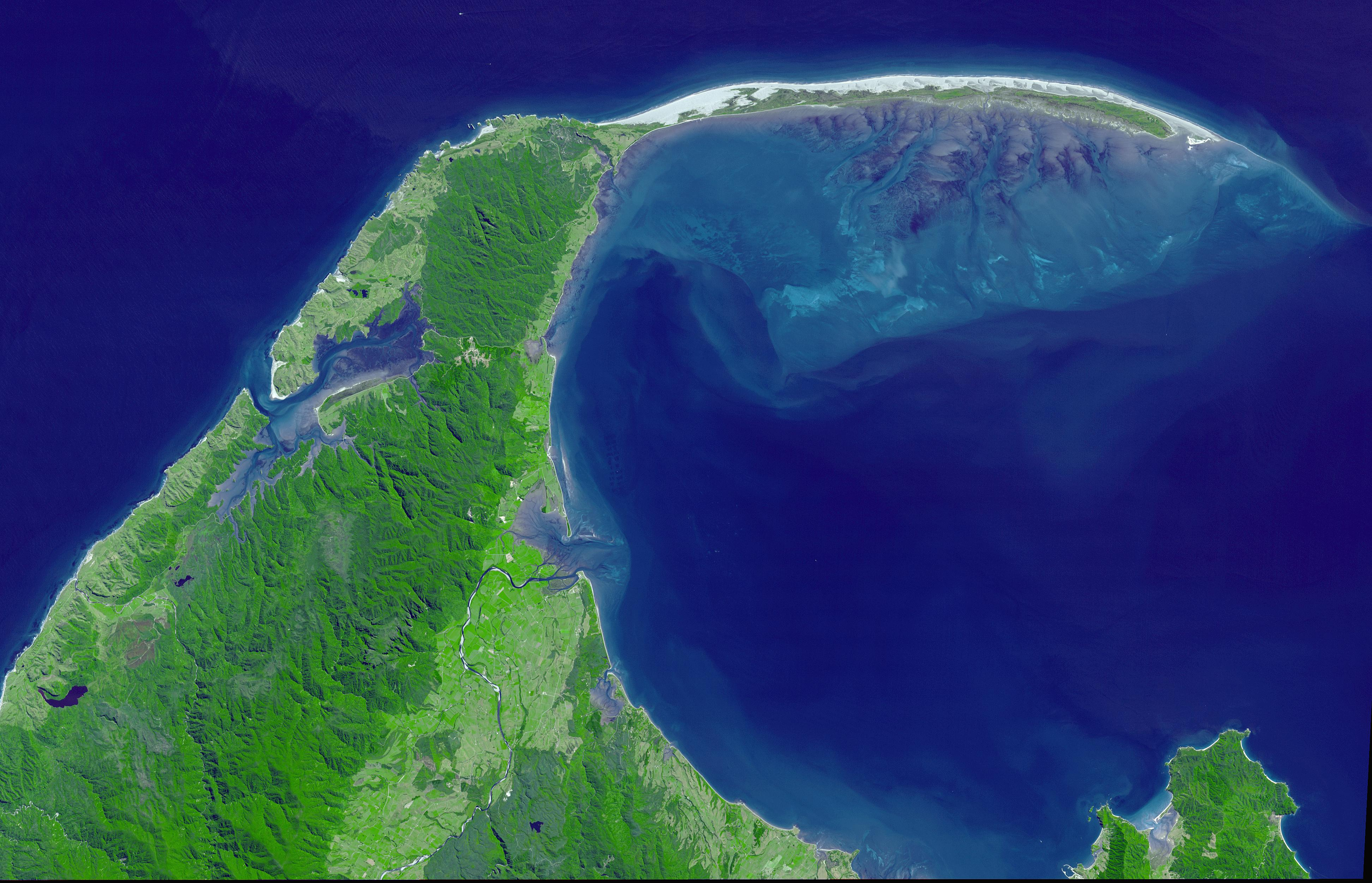
Mũi Farewell trên đảo Nam (New Zealand)

Trong trường hợp nguồn cung trầm tích cho mũi nhô bị gián đoạn thì cát tại cổ của mũi nhô (mặt hướng vào nội địa) có thể di chuyển về phía đầu mũi nhô và góp phần hình thành nên một hòn đảo. Nếu nguồn cung trầm tích vẫn ổn định đồng thời mũi nhô không bị các yếu tố môi trường tàn phá thì nó có thể trở thành một đê cát nổi với hai đầu nối vào đất liền và tạo nên một đầm phá phía sau đê cát. Nếu hòn đảo ngoài khơi nằm gần nơi mà đường bờ biển đổi hướng thì mũi nhô sẽ tiếp tục phát triển cho đến khi nối liền với hòn đảo đó và tạo nên một dạng địa hình gọi là doi cát nối đảo.

## Nguy cơ
Các hoạt động của con người có thể gây tác động mạnh mẽ lên mũi nhô nói riêng cũng như các địa hình ven biển nói chung. Hoạt động chặt gỗ và canh tác nông nghiệp trên thượng nguồn có thể làm gia tăng lượng trầm tích sông, gây tác động xấu lên môi trường sinh thái mong manh của vùng gian triều xung quanh mũi nhô. Việc xây dựng đường sá dọc các vách dựng đứng ở bờ biển có thể làm suy giảm trầm trọng lượng trầm tích xói mòn xuống biển và do đó gây thiếu hụt lượng cung trầm tích để duy trì sự tồn tại của một mũi nhô.